# 霍普尼夫
50°58′43″N 25°30′2″E / 50.97861°N 25.50056°E
霍普尼夫（烏克蘭語：Хопнів），是烏克蘭的村落，位於該國西部沃倫州，由盧茨克區負責管轄，始建於1598年，面積2.06平方公里，海拔高度183米，2001年人口370，人口密度每平方公里179.79人。